# ActiveSync
ActiveSync  fou un programa de sincronització de dades desenvolupat per Microsoft per al seu ús amb els seus sistemes operatius Microsoft Windows. Originalment llançat sota el nom de "Explorador de PC Mòbil" el 1996, proporciona als usuaris de Microsoft Windows una manera de transportar els documents, calendaris, llistes de contacte i correu electrònic entre l'ordinador d'escriptori i un dispositiu mòbil, com un PC de mà, telèfons mòbils, o qualsevol altre dispositiu portàtil que suporti el protocol de ActiveSync. Utilitza Exchange ActiveSync, un protocol propietari, que requereix altres proveïdors de la llicència del protocol per aconseguir la compatibilitat.

## Desktop ActiveSync
El programa ActiveSync d'escriptori permet que un dispositiu mòbil es sincronitzi amb un PC, un ordinador d'escriptori o un servidor executant Microsoft Exchange Server, AXIGEN Mail Server. També preveu la transferència manual de fitxers a un dispositiu mòbil, juntament amb la còpia de seguretat limitada. Els dispositius mòbils compatibles inclouen PDA o Smartphones amb Windows Mobile o el sistema operatiu Windows CE, juntament amb els dispositius que no utilitzen un sistema operatiu de Microsoft, com el Palm OS i plataformes Symbian. A partir de Windows Vista, ActiveSync s'ha substituït pel Windows Mobile Device Center, que s'inclou com a part del sistema operatiu ..